# Ritmo circadiano

Alcune caratteristiche dell'orologio biologico circadiano umano

Il ritmo circadiano, in cronobiologia e in cronopsicologia, è un ritmo fisiologico caratterizzato da un periodo di circa 24 ore.
Il termine "circadiano", coniato da Franz Halberg, viene dal latino circa diem e significa appunto "intorno al giorno".
Il primo a intuire che i ritmi osservati potessero essere di origine endogena fu lo scienziato francese Jean-Jacques d'Ortous de Mairan che nel 1729 notò che i modelli di 24 ore nei movimenti delle piante di mimosa pudica continuavano anche quando queste venivano tenute in condizioni di buio costante. Nel 1939 Nathaniel Kleitman dimostrò la presenza di questi ritmi sul corpo umano con l'esperimento nella  grotta di Mammoth.
Esempi sono il ritmo veglia-sonno, il ritmo di secrezione del cortisolo e di varie altre sostanze biologiche, il ritmo di variazione della temperatura corporea e di altri parametri legati al sistema circolatorio. Oltre ai ritmi circadiani sono stati identificati e studiati vari ritmi circasettimanali, circamensili, circannuali.

## Origine
Si pensa che i ritmi circadiani si siano originati nelle protocellule, con lo scopo di proteggere la replicazione del DNA dall'alta radiazione ultravioletta durante il giorno. Come risultato, la replicazione avveniva al buio. Il fungo Neurospora, che esiste ancora oggi, contiene questo meccanismo regolatore.
L'orologio circadiano più semplice conosciuto è quello del cianobatterio procariotico. Ricerche recenti hanno dimostrato che l'orologio circadiano del Synechococcus elongatus può essere ricostituito in vitro con appena tre proteine dell'oscillatore centrale. Questo orologio ha dimostrato di sostenere un ritmo di 22 ore per diversi giorni con addizione di ATP. Le precedenti spiegazioni di questo misuratore del tempo circadiano procariotico erano dipendenti dalla trascrizione del DNA / traduzione del meccanismo di feedback, e benché questo non sembra essere stato il caso, sembra essere vero per tutti gli organismi eucariotici. In verità, benché i sistemi circadiani degli eucarioti e procarioti abbiano la stessa architettura di base (un ingresso - un oscillatore centrale - un'uscita) non dividono la stessa omologia. Questo implica probabilmente origini indipendenti.

## Descrizione e caratteristiche
Il ritmo circadiano è una sorta di complesso "orologio interno" all'organismo che si mantiene sincronizzato con il ciclo naturale del giorno e della notte mediante stimoli naturali come la luce solare e la temperatura ambientale, e anche stimoli di natura sociale (per esempio il pranzo in famiglia sempre alla stessa ora). In assenza di questi stimoli sincronizzatori (per esempio in esperimenti condotti dentro grotte o in appartamenti costruiti apposta) i ritmi continuano ad essere presenti, ma il loro periodo può assestarsi su valori diversi, per esempio il ciclo veglia-sonno tende ad allungarsi fino a 36 ore, mentre il ciclo di variazione della temperatura corporea diventa di circa 25 ore.
I ritmi circadiani sono importanti per determinare i modelli di sonno e veglia di tutti gli animali, inclusi gli esseri umani. Vi sono chiari modelli dell'attività cerebrale, di produzione di ormoni, di rigenerazione cellulare e altre attività biologiche collegate a questo ciclo giornaliero.
Il ritmo è collegato al ciclo luce-buio. Animali tenuti in totale oscurità per lunghi periodi funzionano con un ritmo che si "regola liberamente". Ogni "giorno" il loro ciclo di sonno avanza o regredisce a seconda che il loro periodo endogeno sia più lungo o più corto di 24 ore. Gli stimoli ambientali che ogni giorno resettano i ritmi sono chiamati Zeitgebers (tedesco, letteralmente significa: "datori di tempo"). È interessante notare che mammiferi totalmente sotterranei (come il topo-talpa cieco Spalax) sono capaci di mantenere il loro orologio interno in assenza di stimoli esterni.
In esseri umani che si sono volontariamente isolati in grotte e senza stimoli esterni si è notato che il ritmo circadiano sonno-veglia tende progressivamente ad allungarsi, sino ad arrivare a "giornate" di 36 ore. Fondamentale come regolatore dell'orologio interno appare quindi il ruolo della luce solare.
Il pacemaker circadiano, cioè la parte dell'organismo che detta il ritmo, nei mammiferi è collocato nel nucleo soprachiasmatico (SCN), un gruppo definito di cellule situato nell'ipotalamo. La distruzione dell'SCN causa alterazioni in vari ritmi sincronizzati a loro volta a quello circadiano tra cui quello sonno/veglia, ma cellule di vari tessuti periferici mantengono una propria ritmicità intrinseca di espressione genica anche se espiantate e coltivate in vitro. Questo processo coinvolge quindi una fonte centrale del ritmo (l'SCN) in grado di sincronizzarsi con l'esterno che invia segnali a sua volta per sincronizzare la ritmicità intrinseca espressa in vari altri tessuti. L'SCN riceve, infatti, informazioni dalla retina. Questa non contiene solo i fotorecettori utilizzati dal sistema che crea immagini visive (coni e bastoncelli), ma anche cellule ganglionari intrinsecamente fotosensibili che danno un'indicazione sulla quantità di luce presente. Queste cellule, che contengono un fotopigmento chiamato melanopsina, afferiscono tramite il tratto retinoipotalamico all'SCN il quale tramite altre proiezioni regola la produzione di ormoni quali melatonina o glucocorticoidi, i quali si ripercuotono ad esempio sullo stato di sonno o veglia. È interessante notare che se le cellule provenienti dall'SCN sono rimosse e coltivate in laboratorio mantengono il loro ritmo in assenza di stimoli esterni.

Le piante sono organismi sensibili, e perciò sono strettamente legate con l'ambiente circostante. L'abilità di sincronizzarsi con i cambiamenti giornalieri della temperatura e della luce sono di grande vantaggio per le piante. Per esempio, il ciclo circadiano esercita un contributo essenziale per la fotosintesi, successivamente permette di aumentare la crescita e la sopravvivenza delle piante stesse.

## La luce e l'orologio biologico
L'abilità della luce di azzerare l'orologio biologico dipende dalla curva di risposta di fase (alla luce). Dipendentemente dalla fase del sonno, la luce può avanzare o ritardare il ritmo circadiano. L'illuminazione richiesta varia da specie a specie: nei roditori notturni, ad esempio, è sufficiente una diminuzione di luce molto inferiore rispetto all'uomo per l'azzeramento dell'orologio biologico.
Oltre all'intensità della luce, la lunghezza d'onda (o colore) della luce è un importante fattore per la determinazione del grado a cui l'orologio è azzerato. La melanopsina è eccitata più efficacemente dalla luce blu (420-440 nm).